# جوناثان إل. أوستين
جوناثان إل. أوستين (بالإنجليزية: Jonathan L. Austin)‏ هو سياسي أمريكي، ولد في 2 يناير 1748، وتوفي في 10 مايو 1826 في بوسطن في الولايات المتحدة. حزبياً، نشط في الحزب الجمهوري الديمقراطي.